# Acropoma argentistigma
Acropoma argentistigma är en fiskart som beskrevs av Okamoto och Hitoshi Ida 2002. Acropoma argentistigma ingår i släktet Acropoma och familjen Acropomatidae. Inga underarter finns listade i Catalogue of Life.